# Euplinthus
Euplinthus is een geslacht van kevers uit de familie  
kniptorren (Elateridae).
Het geslacht is voor het eerst wetenschappelijk beschreven in 1975 door Costa.

## Soorten
Het geslacht omvat de volgende soorten:
- Euplinthus notatissimus (Candèze, 1857)
- Euplinthus ophthalmicus (Perty, 1830)